# Blåbärsbrokvecklare
Blåbärsbrokvecklare (Phiaris bipunctana) är en fjärilsart som först beskrevs av Fabricius 1794.  Blåbärsbrokvecklare ingår i släktet Phiaris, och familjen vecklare. Arten är reproducerande i Sverige.

## Bildgalleri

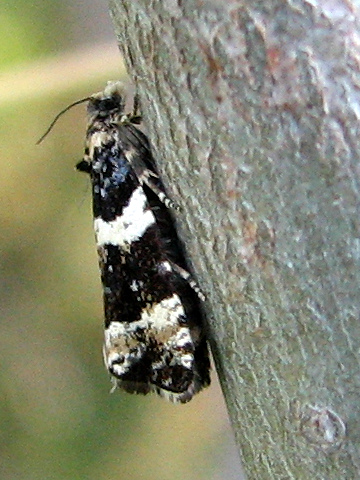